# هايدرولاغوس
هايدرولاغوس (باللاتينية: Hydrolagus) ، هو جنس ينتمي إلى (فصيلة: Chimaeridae) .

## روابط خارجية
- أول فيديو يظهر فيه القرش الشبح الغامض ، العربية نت في 28 ديسمبر 2016